# Belarussische Tischtennisnationalmannschaft
Die belarussische Tischtennisnationalmannschaft ist die männliche Tischtennisauswahl, die seit dem Zerfall der Sowjetunion bei internationalen Wettbewerben Belarus vertritt.
Der Mannschaft der Republik Belarus gelang 2003 der Gewinn der Europameisterschaft. Bei der Europameisterschaft 2010 erreichte die belarussische Auswahl das Endspiel und konnte erst von der deutschen Auswahl gestoppt werden, gegen die sie mit 2:3 unterlag. Der bekannteste Spieler ist Wladimir Samsonow.

## Erfolge

### Weltmeisterschaften
- 1-mal 7. Platz (2003)

### Europameisterschaften
- 1-mal Europameister 2003

### Olympische Spiele
- bislang keine Teilnahme

## Besetzung
- Wladimir Samsonow (Gazprom Fakel Orenburg/RUS)
- Evgueni Shetinin
- Pawel Platonau
- Wiktoryja Paulowitsch
- Dmitri Smirnov